# Lars Hambræus (läkare)
Lars Magnus Hambræeus, folkbokförd Hambraeus, född 5 juli 1925 i Oscars församling i Stockholm, död 25 juni 2014 i Stockholm, var en svensk läkare.
Lars Hambræeus var son till Magnus Hambræus och Wera, ogift Sandström, samt äldre bror till Göran Hambræus och Leif Hambraeus, alla läkare. Han blev medicine licentiat i Stockholm 1950, fick diplom i tropisk medicin och hygien i London 1961, tog en fil. kand. i arkeologi i Uppsala 1972 och blev Master of Public Health i Göteborg 1986.
Efter olika läkarförordnanden 1950–1956 var han överläkare vid infektionskliniken på Umeå lasarett 1956–1979, överläkare vid infektionskliniken på Eskilstuna lasarett 1979–1988, försvarsepidemiolog vid Statens bakteriologiska laboratorium (SBL) 1988–1991 och smittskyddsläkare i Södermanland 1982–1988.
Hambræeus var överläkare vid medicinska avdelningen på danska Röda Korsets undervisningssjukhus i Kinshasa, Zaire, 1974–1976. Han var kursledare och examinator i infektionssjukdomar vid Umeå universitet 1960–1979. Arbetarskyddsstyrelsen konsulterade honom i frågor rörande infektioner och smittskydd 1987–1992. 1993 blev han medicine hedersdoktor i Umeå. Vidare var han ledamot av Svenska Läkaresällskapets språkkommitté 1998–2000.
Hambræeus gifte sig 1950 med sophiasyster Eva Elfving (1927–2019). I äktenskapet föddes fyra barn: Helena (1952), Maria (1954), Magnus (1957) och Johan (1959).
Lars Hambræeus är begravd på Norra begravningsplatsen utanför Stockholm.

## Sorkfeber
Under sin verksamhet som försvarsepidemiolog med placering vid dåvarande Statens bakteriologiska laboratorium introducerade Hambræus begreppet "sorkfeber" för infektionen som orsakas av puumalaviruset, detta efter kontakter han hade med finländska kollegor. Sjukdomen bedömdes kunna ha försvarsepidemiologisk betydelse och därmed fanns ett behov av ett mer förståeligt svenskt namn än de då gängse "hemorragisk nefrosonefrit" eller "nephropathia epidemica".